# Bäretswil
Bäretswil, im zürichdeutschen Ortsdialekt Bääretschwiil [ˌbæːrətʃˈʋiːl], ist eine politische Gemeinde im Schweizer Kanton Zürich. Sie gehört zum Bezirk Hinwil.

## Wappen und Fahne
Blasonierung
In Gold ein aufrechter schwarzer, rotgezungter Bär

## Geographie
Das Dorf Bäretswil liegt am Nordwestrand der Allmens, auf einem Sattel zwischen Glatt- und Tösstal im Zürcher Oberland. Der Bahnhof des Ortes liegt auf 696 m ü. M. Der höchste Punkt der Gemeinde befindet sich auf dem Allmen auf 1077 m ü. M., der tiefste unterhalb des Pumpwerks (ehemalige Kläranlage) auf 616 m ü. M.
Auf dem Gemeindegebiet liegen neben dem Hauptort auch der mittlerweile stark gewachsene ehemalige Weiler Adetswil (mundartlich Adetschwiil), die Aussenwachten Bettswil (mundartlich Bettschwiil), Wappenswil (mundartlich Wappeschwiil oder Wapplischwiil), Tisenwaldsberg, Neuthal, Hof, Hinterburg, Tanne, Ghöch, Fehrenwaldsberg und Kleinbäretswil (mundartlich Chliibääretschwiil), sowie über hundert Einzelhöfe. Es umfasst eine Fläche von 2219 ha, davon sind 872 ha Wald (39 %). Flächenmässig steht damit Bäretswil von den zürcherischen Landgemeinden an siebenter Stelle.
Die Gemeinde Bäretswil grenzt im Uhrzeigersinn an die Gemeinden Bauma, Fischenthal, Hinwil, Wetzikon, Pfäffikon und Hittnau.

## Bevölkerung

### Einwohner
Am 31. Dezember 2020 lebten 5049 Personen in Bäretswil, wovon 10,9 % Ausländer waren.
| Bevölkerungsentwicklung | Bevölkerungsentwicklung |
| Jahr                    | Einwohner               |
| ----------------------- | ----------------------- |
| 1629                    | 494                     |
| 1723                    | 1'216                   |
| 1771                    | 2'698                   |
| 1810                    | 3'549                   |
| 1850                    | 3'237                   |
| 1900                    | 2'698                   |
| 1941                    | 2'317                   |
| 1970                    | 2'733                   |
| 1990                    | 3'782                   |
| 2000                    | 4'144                   |
| 2010                    | 4'803                   |
| 2020                    | 5'049                   |

Aus der ersten Steuererhebung der Zürcher, die sich damit die 1467 erworbene Stadt Winterthur finanzierten, ist für 1470 eine Zahl von 45 Haushalten überliefert. 1629 verlor die Gemeinde über 60 % ihrer Bevölkerung durch die Pest. Von 1'244 Einwohnern überlebten nur 494 Einwohner. 100 Jahre später war der Bevölkerungsverlust wieder ausgeglichen. Zwischen 1723 und 1771 wuchs die Bevölkerung auf mehr als das Doppelte an. Ursache waren die neuen Verdienstmöglichkeiten durch Heimtextil-Verarbeitung (Professionisten). Um 1810 zählte die Gemeinde stolze 3'549 Einwohner, eine Zahl, die erst Ende des 20. Jahrhunderts wieder erreicht wurde.

### Religion
Am 31. Dezember 2011 gehörten 51 % der Bevölkerung der evangelisch-reformierten Kirche, 20 % der römisch-katholischen Kirche und 0,04 % der christkatholischen Kirche an. Die reformierte Kirche ist eine klassizistische Querkirche, die 1826–1827 an die Stelle eines spätgotischen Baus errichtet wurde. Die katholische Kirche Bruder Klaus stammt aus dem Jahr 1990 und ist dem Niklaus von Flüe geweiht.
Bäretswil ist ein Zentrum des konservativen Protestantismus. Zur lokalen Sektion der Evangelischen Allianz gehören deshalb auch die örtlichen Gemeinden der evangelisch-reformierten Landeskirche und der evangelisch-methodistischen Kirche.

## Politik
Gemeindepräsident ist seit 2014 Teodoro Megliola (parteilos). 1986 bis 2014 war Hans-Peter Hulliger (FDP) Gemeindepräsident.
| Mitglieder des Bäretswiler Gemeinderats (2018–2022) | Mitglieder des Bäretswiler Gemeinderats (2018–2022) | Mitglieder des Bäretswiler Gemeinderats (2018–2022) | Mitglieder des Bäretswiler Gemeinderats (2018–2022) |
| Name                                                | Amtsantritt                                         | Funktion                                            | Partei                                              |
| --------------------------------------------------- | --------------------------------------------------- | --------------------------------------------------- | --------------------------------------------------- |
| Megliola Teodoro                                    | 2014                                                | Gemeindepräsident / Präsidiales und Finanzen        | parteilos                                           |
| Dietrich Lisa                                       | 2010                                                | 1. Vizepräsident / Soziales                         | SVP                                                 |
| Schoch Gübeli Barbara                               | 2014                                                | 2. Vizepräsidentin / Hochbau, Planung und Energie   | FDP                                                 |
| Fuhrer Beat                                         | 2018                                                | Tiefbau, Werke und Land- und Forstwirtschaft        | SVP                                                 |
| Häfliger Beat                                       | 2022                                                | Sicherheit und Liegenschaften                       | parteilos                                           |
| Meier Theo                                          | 2002                                                | Bildung                                             | parteilos                                           |
| Fischer Christian                                   | 2022                                                | Gesellschaft                                        | EVP                                                 |

Bei den Nationalratswahlen 2023 betrugen die Wähleranteile in Bäretswil: SVP 46,01 % (+3,34), FDP 9,14 % (−2,14), SP 8,29 % (+0,63), Mitte 6,80 % (+1,48), glp 6,74 % (−1,34), EVP 6,69 % (−1,48), Grüne 6,04 % (−3,99), EDU 5,71 (+0,50).

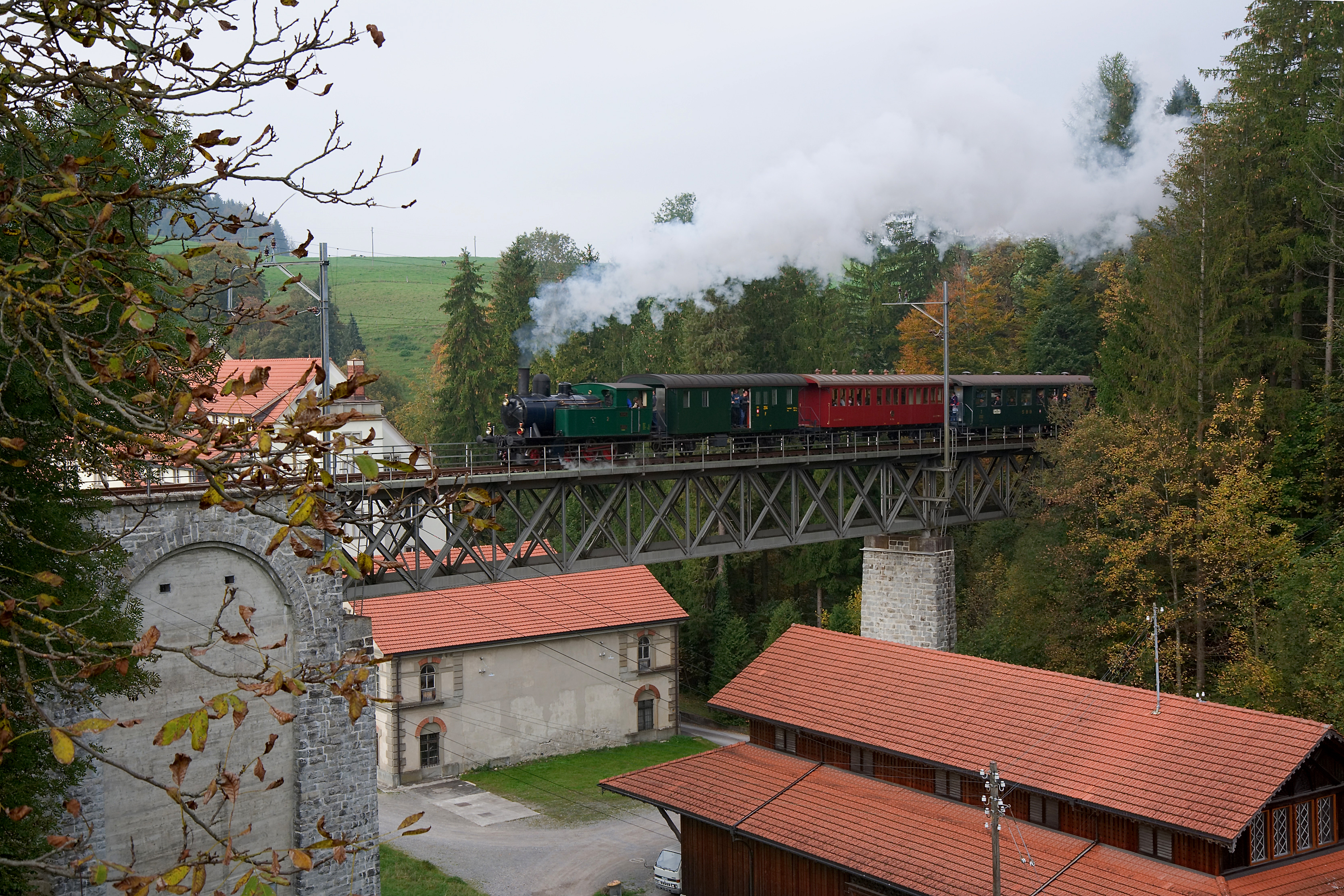
Die Ed 3/4 „Hinwil“ auf der Weissenbachbrücke in Neuthal

## Wirtschaft

### Verkehr
1901 wurde Bäretswil an das Bahnnetz angeschlossen (Uerikon-Bauma-Bahn), 1969 stellte die Bahn jedoch ihren Betrieb ein und wurde durch eine Buslinie Wetzikon–Bauma ersetzt. Die ehemalige Bahnstrecke Hinwil – Bäretswil – Bauma wird heute durch den Dampfbahn-Verein Zürcher Oberland unterhalten und betrieben.
Es existieren folgende Buslinien, die durch die Verkehrsbetriebe Zürichsee und Oberland (VZO) bedient werden:
- 850 Bahnhof Wetzikon – Kempten – Bäretswil – Adetswil – Bahnhof Bauma
- 851 Bahnhof Wetzikon – Kempten – Bäretswil – Adetswil

Die Hauptstrasse Wetzikon-Bäretswil-Bauma gewährleistet die Verbindung vom Glatt- ins Tösstal. In Bäretswil kreuzt sie sich mit der Längsachse auf der Allmenkette: Wald-Bäretswil-Hittnau-Russikon-Weisslingen-Kyburg.

### Arbeit
Seit 1960 wurde Bäretswil dank der nebelfreien Lage eine begehrte Wohngemeinde. Besonders in Adetswil wurde stark gebaut. 1990 zählte man 63 % Wegpendler unter den Erwerbstätigen, vor allem nach Wetzikon, Uster und in die Stadt Zürich.

## Geschichte

Historisches Luftbild von 1922, aufgenommen aus 400 Metern Höhe von Walter Mittelholzer

Adetswil und Rosinli, historisches Luftbild von 21. August 1948, aufgenommen von Werner Friedli

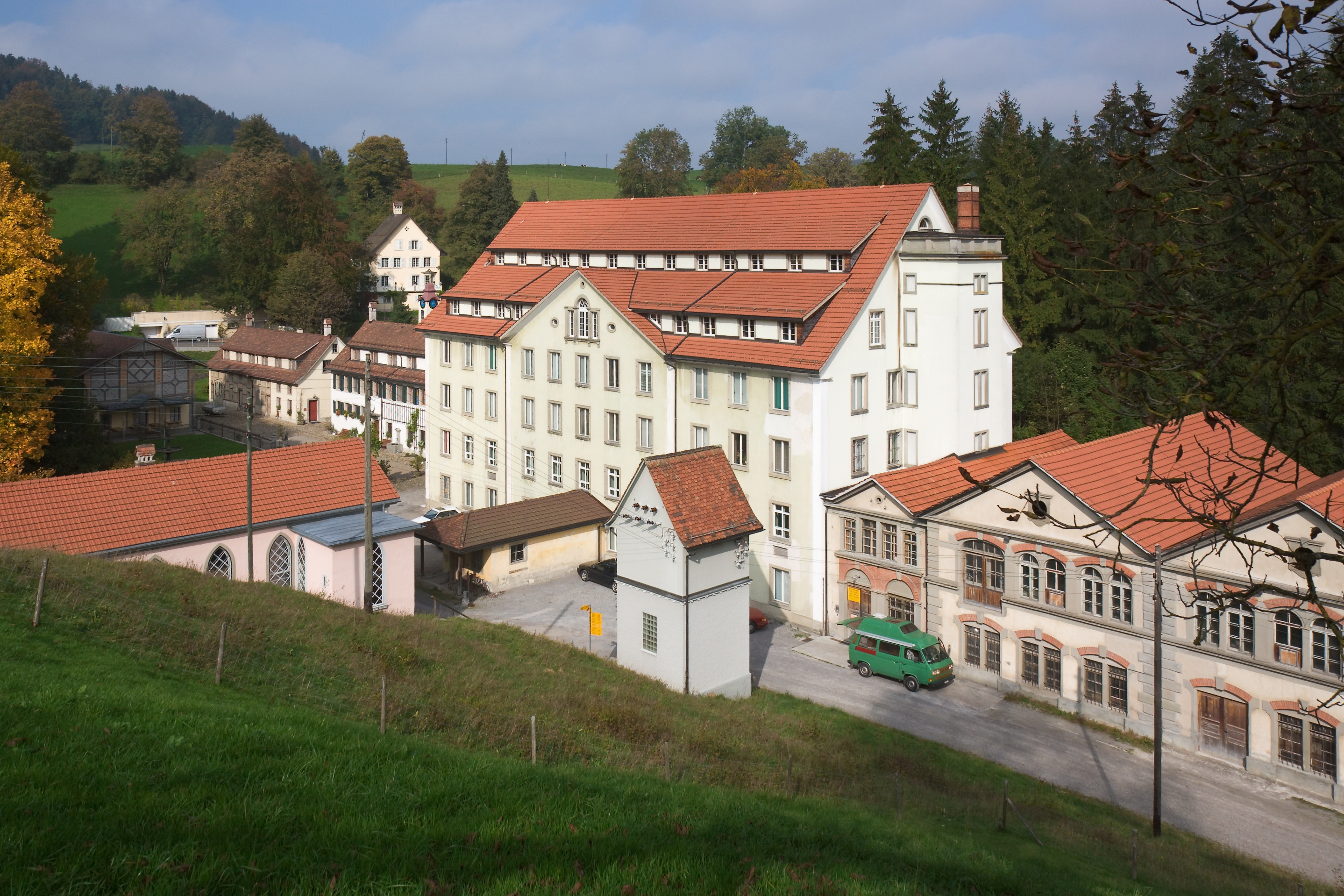
Spinnereimuseum und Therapiegemeinschaft in Neuthal

In Bäretswil wurden zweimal Notverstecke von römischen Silbermünzen aus dem 1. bis 3. Jahrhundert gefunden. 1993 grub ein Metalldetektorgänger illegal einen Münzhort von 658 römischen Silbermünzen aus. Die archäologische Untersuchung ergab «eine [Keramik-]Tonne aus der ersten Hälfte des 3. Jh. n. Chr.» Ganz in der Nähe war auf derselben Waldflur schon 1880 ein Schatz von 12 kg Sesterzen geborgen worden, der lange Zeit verschollen war. 2018 kam aus dem Nachlass von Adolf Guyer-Zeller ein grosser Teil davon wieder zum Vorschein und wurde der Kantonsarchäologie zur Verfügung gestellt. Aus diesen Funden kann man eine voralemannische Besiedlung vermuten.
Urkundlich erstmals bezeugt findet sich Bäretswil 741 als Berofovilare und 745 als Berolfeswilari. Der Ortsname bedeutet damit «beim Gehöft des Berolf». Die häufigen Namen auf -wil in dieser Gegend deuten auf eine alemannische Kolonisierung vom 7. bis 9. Jahrhundert hin. Das Kloster St. Gallen verfügt in dieser Gegend seit dem 8. Jahrhundert über Grundbesitz.
Die Burg Greifenberg und die niedergerichtlichen Rechte über Bäretswil wurden vom Abt von St. Gallen zuerst den Grafen von Rapperswil verliehen. Als habsburgischer Pfandbesitz gingen sie 1321 an die Herren von Hinwil über, die sie bis 1507 innehatten. Die Grenze zwischen den späteren Landvogteien Grüningen und Kyburg verlief mitten durch das heutige Gemeindegebiet.
Im Zusammenhang mit der Erhebung der Kreuzzugssteuer von 1275 wurde die Bäretswiler Kirche erstmals erwähnt. 1827 wurde ein Neubau in klassizistischer Manier erstellt. Die Kollatur war ein Lehen des Klosters St. Gallen und gehörte von 1279 bis 1541 den Herren von Hohenlandenberg. Im Spätmittelalter reichte die Kirchgemeinde weit über die Töss hinaus bis an die Abhänge des Hörnlis.
In der Reformation schloss sich die Gemeinde gegen den Willen des damaligen Priesters dieser Bewegung an. Auch Täufer waren lange präsent: Ihr Einfluss war ab 1525 bis ins 17. Jahrhundert hinein wirksam, allen staatlichen Verfolgungen zum Trotz. Zeitweise wohnten die Täufer in Höhlen wie zum Beispiel der Täuferhöhle. Sie ist bis in die Gegenwart Gedenkstätte der Taufgesinnten weltweit. 1651 trennte sich Bauma kirchlich von Bäretswil.
Da die Weiler auf den Hügeln keine Dorfgemeinschaften waren und auch keine Zelgenwirtschaft kannten, standen sie dem Ansturm von Armen ungeschützt offen. In Wappenswil lebten daher 1771 fast 500 Einwohner, deren viele ihr Dasein mit Textilheimindustrie fristeten und die dafür typischen Flarzbauten bewohnten.
Die grosse und stark von der Textilkonjunktur abhängige Bevölkerung machte das Gebiet der heutigen Gemeinde Bäretswil krisenanfällig. Die Mechanisierung der Garnproduktion liess den Heimarbeitern 1814–1816 nur die Wahl, von Spinnerei auf Handweberei zu wechseln. Die neuerliche Bedrohung durch die Webereifabriken dürfte ein Grund für die hohe Zahl von Aufständischen aus Bäretswil gewesen sein, die 1832 eine Textilfabrik bei Uster niederbrannten (Brand von Uster). Später brachten Webfabriken am Aabach Verdienst aber auch ein Industrieproletariat in die Gemeinde – 55 % der Bevölkerung lebten 1880 von der Textilindustrie. Zwischen 1850 und 1940 entvölkerte sich die Gemeinde aufgrund der wirtschaftlichen Situation und ihrer Lage abseits der Verkehrsachsen spürbar. Die letzte Weberei in der Gemeinde stellte ihre Produktion 1982 ein.

## Sehenswürdigkeiten
- Industriepfad[19] mit den Fabrik-Gebäuden der ehemaligen Spinnerei von Adolf Guyer-Zeller im Neuthal, die mit Spinnerei-, Weberei-, Handmaschinenstickereimuseum und Wasserkraftanlagen das "Industrieensemble Neuthal, Textil- und Industriekultur" bilden.[20] 2017 wird das Industrieensemble Neuthal zum Zentrum der szenografischen Reise "Spinnen im Neuthal"[21] mit der Dampfbahn Bauma-Bäretswil und zu Fuss durch das Fabrikareal und einzelne Innenräume. Schauspielerisch, tänzerisch, musikalisch und erzählerisch, mit Ton- und Bildgebung unterstützte Szenen gaben dem gruppenweise geführten Publikum Einblick in die Zeit der Industrialisierung.[22] In der Dampfbahn und auf der Bäretswiler Bahnhofsrampe stand die Figur Adolf Guyer-Zeller im Mittelpunkt, von Schauspielern dargestellt, die auch seine Ideen und visionären Projekte vor der Wand des Bahnhofschuppens inszenierten. In der Geburtsvilla des Fabrikanten, Financiers, Eisenbahnbarons und Politikers stellten mitreissende Szenen den Beginn von Sozialismus und Arbeiterbewegung dar. Alles in Zusammenarbeit von ansässigen Laien und professionellen Performerinnen, geleitet vom Führungsduo Elisabeth Wegmann und Melanie Mock.[23][24]
- Wasserrad-Säge Stockrüti am Industrielehrpfad[25]
- Der Dampfbahn-Verein Zürcher Oberland (DVZO) führt Fahrten auf dem ehemaligen Trasse der Uerikon-Bauma-Bahn zwischen Bauma-Bäretswil-Hinwil durch. Die Linie ist das dritte Bäretswiler Objekt am Indurstriepfad Zürcher Oberland.[26]
- Fahrzeug-Museum Bäretswil der Familie Junod
- Täuferhöhle: Naturhöhle mit Gubel und Giessen, Zufluchtsort verfolgter Wiedertäufer zur Reformationszeit und Gedenkstätte Taufgesinnter weltweit; Informationstafel und Wanderweg (1/2 h) ab Hohlenstein; Koord.709'400/241'650[27]

## Persönlichkeiten
- Johann Heinrich Heidegger (1633–1698), reformierter Theologe
- Johannes Stössel (1837–1919), Schweizer Politiker
- Adolf Guyer-Zeller (1839–1899), Unternehmer und Eisenbahnpionier
- Peter Knapp (* 1931), Mode- und Kunstfotograf
- Armin Sierszyn (* 1942), Schweizer Theologe
- Martin Ott (* 1955), Landwirt und ehemaliger Gemeinderat